# Iwan Doszłow
Iwan Iwanowicz Doszłow (ros. Иван Иванович Дошлов, ur. 1901 w Białej Cerkwi, zm. w lutym 1979 w Irkucku) – funkcjonariusz radzieckich organów bezpieczeństwa, pułkownik.

## Życiorys
Rosjanin, od 1922 w wojskach OGPU (m.in. w Czycie), od grudnia 1926 funkcjonariusz operacyjny OGPU w Syberii Wschodniej, od kwietnia 1931 kandydat, a od kwietnia 1938 członek WKP(b). Od maja 1934 do grudnia 1936 pomocnik szefa wydziału Zarządu Ekonomicznego Pełnomocnego Przedstawicielstwa OGPU/Zarządu NKWD obwodu wschodniosyberyjskiego, od 20 maja 1936 porucznik bezpieczeństwa państwowego, od grudnia 1936 do września 1938 pomocnik szefa oddziału Wydziału III Zarządu Bezpieczeństwa Państwowego (UGB) Zarządu NKWD, od września 1938 do września 1939 zastępca szefa Zarządu Ekonomicznego Zarządu NKWD obwodu irkuckiego, od września 1939 do października 1940 szef Wydziału I Zarządu Ekonomicznego Zarządu NKWD obwodu irkuckiego. Od października 1940 do marca 1941 szef wydziału Zarządu NKWD obwodu irkuckiego, od marca do sierpnia 1941 szef Wydziału Śledczego Zarządu NKWD obwodu irkuckiego, od sierpnia 1941 do maja 1943 zastępca szefa Zarządu Ekonomicznego Zarządu NKWD obwodu irkuckiego, od 11 lutego 1943 major bezpieczeństwa państwowego. Od maja 1943 do 21 kwietnia 1944 zastępca szefa Zarządu NKWD obwodu irkuckiego, 19 października 1943 awansowany na podpułkownika bezpieczeństwa państwowego, od 21 kwietnia do 12 października 1944 zastępca szefa Zarządu NKWD obwodu irkuckiego ds. kadr, od 12 października 1944 do 3 września 1956 szef Zarządu NKWD/MWD obwodu irkuckiego, od 17 października 1944 pułkownik bezpieczeństwa państwowego. Zwolniony za fałszowanie materiałów śledczych i łamanie prawa radzieckiego.

## Odznaczenia
- Order Lenina (30 stycznia 1951)
- Order Czerwonego Sztandaru (dwukrotnie – 12 maja 1945 i 24 sierpnia 1949)
- Order Czerwonej Gwiazdy (15 stycznia 1945)

I 4 medale.